# Ніка (Миколаїв)
Жіночий футбольний клуб Ніка (Миколаїв) або просто «Ніка»  — український футбольний клуб з міста Миколаїв, виступає у Вищій лізі України.

## Хронологія назв
- 2014-2019: «Оріон-Авто» (Миколаїв)
- 2020: «Спартак-Оріон»
- 2021—н.ч.: «Ніка» (Миколаїв)

## Історія
Із сезону 2017 миколаївську «Торпедочку» у Першій лізі замінила інша миколаївська команда — «Оріон-Авто». У сезоні 2019/20 років під назвою «Спартак-Оріон» стартував у Першій лізі України. 24 серпня 2019 року в матчі першого туру Першої ліги миколаївські футболістки з рахунком 1:0 на виїзді обіграли харківську команду ХОВУФКС. Автором дебютного голу «Спартака-Оріона» у Першій лізі на 42-й хвилині стала нападниця команди Інна Глущенко. Наприкінці серпня 2020 року команда презентувала новий логотип. 11 вересня 2020 року в матчі 1-го туру Вищої ліги України проти вінницького «ЕСМ-Поділля» миколаївські футболістки здобули першу перемогу у вищому дивізіоні українського футболу (3:0). Автор першого історичного голу — Ілона Стрельцова.